# Garfagnana
La Garfagnana est une région géographique de la province de Lucques, en Italie.
Elle se situe entre les Alpes Apuanes et les Apennins toscano-émiliens. Région forestière, elle est arrosée par le Serchio. La localité la plus importante est Castelnuovo di Garfagnana, suivie de Camporgiano, Gallicano, Piazza al Serchio, Pieve Fosciana, Villa Collemandina.